# La Bûche
Pour la nouvelle homonyme de Guy de Maupassant, voir La Bûche (nouvelle).
Pour les articles homonymes, voir Bûche.
Pour plus de détails, voir Fiche technique et Distribution.
La Bûche est un film de Noël français réalisé par Danièle Thompson, sorti en 1999.

## Synopsis
À la suite du décès récent de son deuxième mari, Yvette (Françoise Fabian) est invitée au réveillon de Noël par les trois filles de son premier mariage avec Stanislas Roman (Claude Rich), violoniste russe à la retraite, séducteur impénitent. Autour des préparatifs, les remises en question et les révélations vont bon train pour Louba (Sabine Azéma), la danseuse de cabaret, Sonia (Emmanuelle Béart), la bourgeoise moins conformiste qu'il n'y paraît, et Milla (Charlotte Gainsbourg), la rebelle assoiffée de tendresse. Au cœur des fêtes de Noël les trois filles se découvrent un demi-frère et leur attachement inconditionnel à leur enfance et à leur père.

## Fiche technique
Sauf indication contraire, les informations mentionnées dans cette section peuvent être confirmées par les bases de données cinématographiques IMDb et Allociné,  présentes dans la section « Liens externes ».
- Titre original : La Bûche
- Réalisation : Danièle Thompson
- Scénario : Christopher Thompson et Danièle Thompson
- Musique : Michel Legrand (également arrangements de musiques préexistantes)
  - Paroles de La Chanson de Louba : Michel Legrand, Svetlana de Loutchek et Ludmila Polétaïeff
- Photographie : Robert Fraisse
- Montage : Emmanuelle Castro
- Décors : Michèle Abbe-Vannier
- Costumes : Elisabeth Tavernier
- Son : Jean-Pierre Duret
- Création de l'affiche : Floc'h
- Production : Christine Gozlan
- Sociétés de production : Les films Alain Sarde, Studio Images 6, StudioCanal et TF1 Films Productions
- Pays de production :  France
- Langue originale : français (et russe pour les chansons)
- Format : couleur
- Genre : comédie dramatique
- Durée : 116 minutes
- Dates de sortie :
  - France : 24 novembre 1999
  - Belgique : 8 décembre 1999

## Distribution
Sauf indication contraire, les informations mentionnées dans cette section peuvent être confirmées par les bases de données cinématographiques IMDb et Allociné,  présentes dans la section « Liens externes ».
- Sabine Azéma : Louba
  - Svetlana de Loutchek : voix chantée de Louba en russe
- Emmanuelle Béart : Sonia
- Charlotte Gainsbourg : Milla
- Claude Rich : Stanislas Roman
- Françoise Fabian : Yvette
- Jean-Pierre Darroussin : Gilbert
- Isabelle Carré : Annabelle
- Samuel Labarthe : Pierre
- Françoise Brion : Janine
- Christopher Thompson : Joseph
- Hélène Fillières : Véronique
- Marie de Villepin : Marie
- Thierry Hancisse  : le fleuriste
- Didier Becchetti : l'escort-boy
- Bertrand Cervera : Vlado, un violoniste de l'orchestre russe
- Katherine Erhardy (créditée Catherine Erhardy) : Françoise
- Céline Caussimon : la dame du square

## Production
C'est le premier film réalisé par Danièle Thompson, scénariste jusqu'alors de grand succès du cinéma français, dont de nombreuses comédies. Elle y met aussi à contribution sur le scénario son fils Christopher Thompson, et pour la musique le compositeur Michel Legrand.
Le film est tourné dans le 6e arrondissement de Paris et au marché de Rungis dans le Val-de-Marne.

## Accueil

### Accueil critique
L'accueil de ce long-métrage par la critique est mitigé,.

## Distinctions
Sauf indication contraire, les informations mentionnées dans cette section peuvent être confirmées par les bases de données cinématographiques IMDb et Allociné,  présentes dans la section « Liens externes ».
Le film a notamment permis à Charlotte Gainsbourg de remporter un César.

### Récompenses

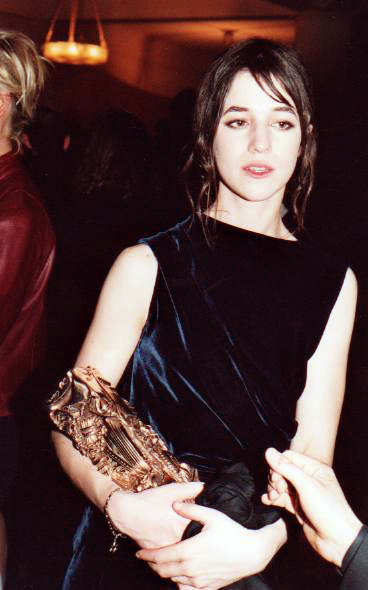
Charlotte Gainsbourg avec son César de la meilleure actrice dans un second rôle pour La Bûche.

- César 2000 : meilleure actrice dans un second rôle pour Charlotte Gainsbourg
- Prix Lumières 2000 : meilleur scénario pour Danièle Thompson et Christopher Thompson

### Nominations
- César 2000 :
  - meilleure première œuvre de fiction pour Danièle Thompson
  - meilleur acteur dans un second rôle pour Claude Rich
  - meilleur scénario original ou adaptation pour Danièle Thompson et Christopher Thompson